# Connad Cerr
Connad Cerr (fl. VII secolo) è stato re di Dál Riata agli inizi del VII secolo.

## Biografia
Era figlio o di Conall mac Comgaill o di Eochaid Buide. Sembra aver regnato insieme a Eochaid Buide negli anni Venti del VII secolo. Viene menzionato come re di Dál Riata per l'anno 627 quando sconfisse Fiachnae mac Demmáin, re degli Ulaid, a Ard Corann. Connad fu ucciso a Fid Eóin combattendo i Dál nAraidi guidati da Máel Caích, fratello di Congal Cáech. Mentre gli Annali dell'Ulster datano la sua morte al 629 e gli Annali di Tigernach al 630, entrambi dicono che morì prima di Eochaid Buide. Suo figlio Ferchar salirà in seguito sul trono. Il Libro di Ballymote associa i discendenti di Connad con gli "uomini di Fife".